# Rorippa cochlearioides
Rorippa cochlearioides är en korsblommig växtart som först beskrevs av Albrecht Wilhelm Roth, och fick sitt nu gällande namn av Al-shehbaz och Bengt Edvard Jonsell. Rorippa cochlearioides ingår i släktet fränen, och familjen korsblommiga växter. Inga underarter finns listade i Catalogue of Life.